# Simbirskiasaurus birjukovi
Il simbirskiasauro (Simbirskiasaurus birjukovi) è un rettile marino estinto, appartenente agli ittiosauri. Visse nel Cretaceo inferiore (Barremiano, circa 132 - 130 milioni di anni fa) e i suoi resti fossili sono stati ritrovati in Russia. 

## Descrizione
Questo animale è noto per i resti fossili di un cranio e di una colonna vertebrale. Il cranio era lungo circa 70 centimetri e possedeva un rostro allungato, con numerosi denti lunghi e appuntiti. Simbirskiasaurus possedeva alcune caratteristiche insolite. Ad esempio era presente una sorta di robusta barra ossea che divideva l'apertura nasale in due. Vi era una parte anteriore piccola e ovale, mentre quella posteriore era alta e verticale. Questa narice divisa in due non è comunque esclusiva di Simbirskiasaurus, ma sembrerebbe essere presente almeno in alcune specie del genere Platypterygius. 
Era inoltre presente una sutura ondulata e interdigitata tra le ossa prefrontali e lacrimali, una caratteristica mai vista negli animali simili come Ophthalmosaurus e Platypterygius. Come tutti gli ittiosauri evoluti, Simbirskiasaurus doveva possedere un corpo altamente idrodinamico, con una pinna caudale, una dorsale e quattro arti trasformati in strutture simili a pagaie. 

## Classificazione
I fossili di questo animale vennero scoperti nella regione di Ul'janovsk, in Russia, lungo i banchi del fiume Volga in sedimenti del Barremiano. Inizialmente vennero descritti come Simbirskia birjukovi, ma il nome generico era già stato utilizzato e quindi venne istituito il genere Simbirskiasaurus (Otschev ed Efimov, 1985). Successivamente, altri studiosi ritennero questo animale una specie del genere Platypterygius (Maisch e Matzke, 2000) o addirittura un nomen dubium privo di caratteri diagnostici chiari (McGowan e Motani, 2003). Un nuovo studio (Fischer et al., 2014) ha messo in luce rilevanti differenze rispetto a Platypterygius. Simbirskiasaurus, in ogni caso, è considerato un membro degli oftalmosauridi, il gruppo che comprende la maggior parte degli ittiosauri sopravvissuti nel Cretaceo. 

## Paleobiologia
Non è chiaro a cosa servissero le "doppie narici" di Simbirskiasaurus. Forse queste strutture bipartite possedevano una duplice funzione, ma non è chiaro quale fosse. In ogni caso, Simbirskiasaurus doveva essere un veloce predatore di animali guizzanti come pesci e molluschi cefalopodi.